# نهاية علوية للظنبوب
النهاية العلوية للظنبوب (بالإنجليزية: Upper extremity of tibia)‏ ، أو الطرف القريب للظنبوب (قصبة الساق) حجمها ضخم وتنقسم إلى جزئين بارزين هما اللقمة الإنسية لعظم الظنبوب و اللقمة الوحشية لعظم الظنبوب.

## الجوانب
على السطح المفصلي العلوي وجهين مفصليين ناعمان هما:
- الوجه الإنسي (medial facet)، بيضاوي الشكل، ومقعر قليلا من جانب إلى الآخر، ومن الأمام إلى الوراء.
- الوجه الوحشي (lateral facet)، دائري تقريبا، و مقعر من جانب إلى الآخر، ولكنه محدب قليلا من الأمام إلى الوراء، وخصوصا في الجزء الخلفي لها، حيث يطول (يمتد) في السطح الخلفي لمسافة قصيرة.

الأجزاء الوسطى لهذان الوجهان تتمفصل مع اللُقمتان الإنسية و الوحشية لعظم الفخذ ، أما الأجزاء المحيطية لهما فتدعم هلالتا مفصل الركبة اللتان تتوسطان بين العظمين: عظم الفخذ و قصبة الساق.

## البارِزَةُ بَينَ اللُّقْمَتَين
نقع البارِزَةُ بَينَ اللُّقْمَتَين (بالإنجليزية: Intercondyloid eminence)‏ أو (spine of tibia) بين الجوانب المفصلية، ولكن أقرب للخلف عن الجانب الأمامي للعظم. يقع فوقها في كلا الجانبين حديبة بارزة، في الجانبين اللذان تمتد عندهما الجوانب المفصلية.
يوجد أمام وخلف البارِزَةُ بَينَ اللُّقْمَتَين انخفاض عظميّ خشن يرتبط عليه الرباط الصليبي الخلفي (بالإنجليزية: Posterior cruciate ligament)‏ و الرباط الصليبي الأمامي (بالإنجليزية: Anterior cruciate ligament)‏ و الهلالتان (بالإنجليزية: menisci)‏.

## الأسطح
- السطوح الأمامية من اللقم مستمرة مع بعضها البعض، وتشكيل منطقة مسطحة (مفلطحة) كبيرة نوعا ما. هذه المساحة مثلثة، واسعة من أعلى ، ومثقبة بثقوب وعائية كبيرة ، و ضيقة أسفلها حيث تنتهي في ارتفاع مستطيل كبير هو أحدوبة الظنبوب ، الذي يرتبط عليه الرباط الرضفي. يتوسط كيس زلالي بين السطح العميق للرباط و الجزء من العظم الذي يقع مباشرة فوق أحدوبة الظنبوب.
- في الخلف، يفصل بين اللقمتين بعضها البعض انخفاض عظميّ ضحل هو الحفرة الخلفية بين لقمتي الظنبوب (بالإنجليزية: posterior intercondyloid fossa)‏، الذي يرتبط عليه جزء من الرباط الصليبي الخلفي لمفصل الركبة. في خلف اللقمة الإنسية ثلم (أخدود) مستعرض عميق، يرتكز فيه وتر العَضلة نِصف الغِشائية (بالإنجليزية: Semimembranosus muscle)‏.
- سطحه الإنسي محدب، خشن، وبارز. يرتبط عليه الرباط الظنبوي الجانبي (بالإنجليزية: Medial collateral ligament)‏. الجزء الأمامي للُّقمة الوحشية وجه مفصلي مسطّح و دائري الشكل تقريبا ، متجه إلى أسفل و إلى الوراء ونحو الجانب الوحشي (الخارجي)، للتمفصل مع رأس عظم الشظية.
- سطحه الوحشي محدب، خشن، وبارز في الجزء الأمامي. يرتبط السبيل الحرقفي الظنبوبي (بالإنجليزية: Iliotibial tract)‏ على بروزه ، على نفس مستوى الحد العلوي من أحدوبة الظنبوب وعند تقاطع سطحيه الأمامي و الجانبي. تنشأ من أسفل هذا الجزء مباشرة العَضَلَة الطَّويلَة الباسِطَة لِأصابع القَدَم (بالإنجليزية: Extensor digitorum longus muscle)‏ ، و يرتكز عليها جزء من وتر العضلة ذات الرأسين الفخذية (بالإنجليزية: Biceps femoris muscle)‏.

## صور إضافية

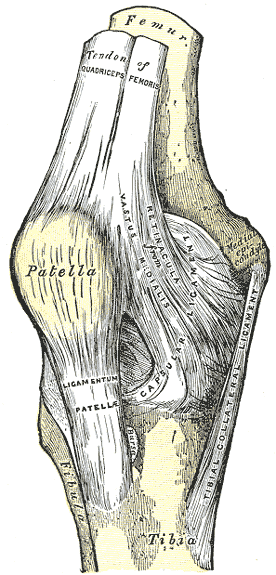
مفصل الركبة الأيمن ، عرض من الأمام.
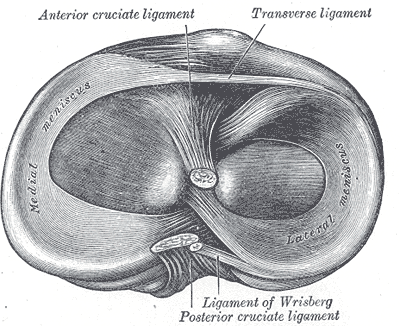
رسم لرأس الظنبوب الأيمن من أعلى، يُبيّن الهلالات (menisci) وارتباطات الأربطة.
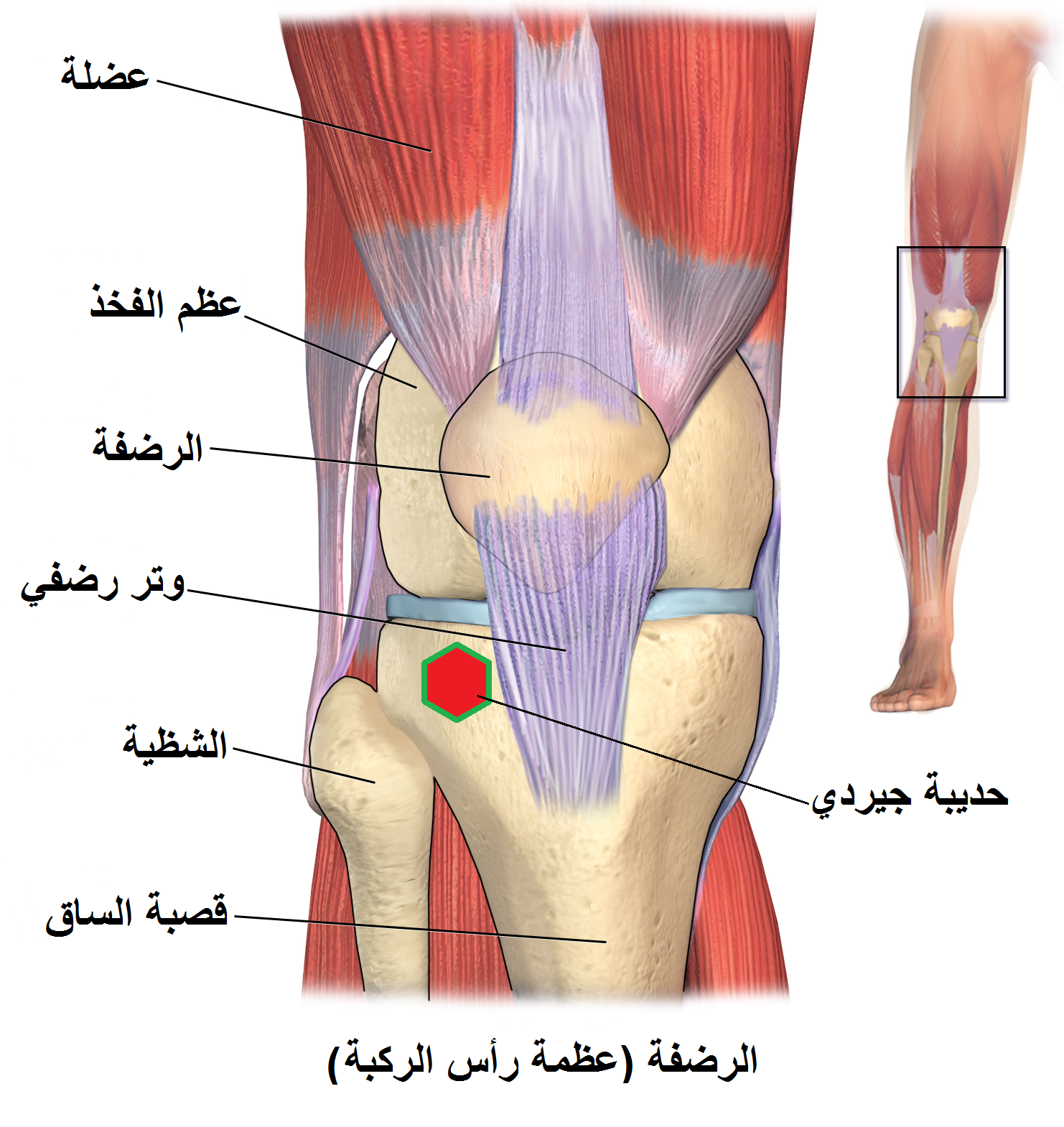
مفصل الركبة.
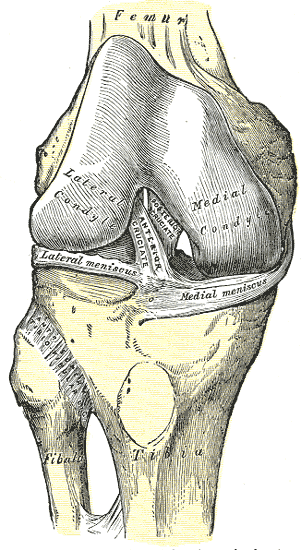
رسم لمفصل الركبة الأيمن ، من الأمام، يُبين الأربطة الداخلية و الهلالتان (بالإنجليزية: menisci).
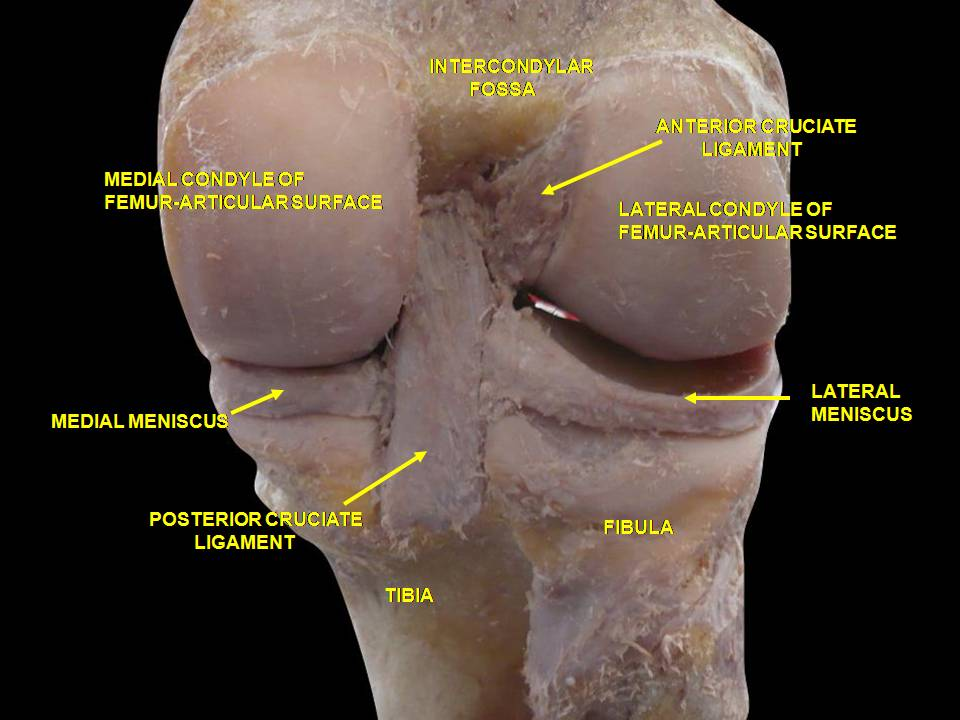
الظنبوب (قصبة الساق) (Tibia). الهلالتان (بالإنجليزية: menisci) ظاهرتان بالصورة.
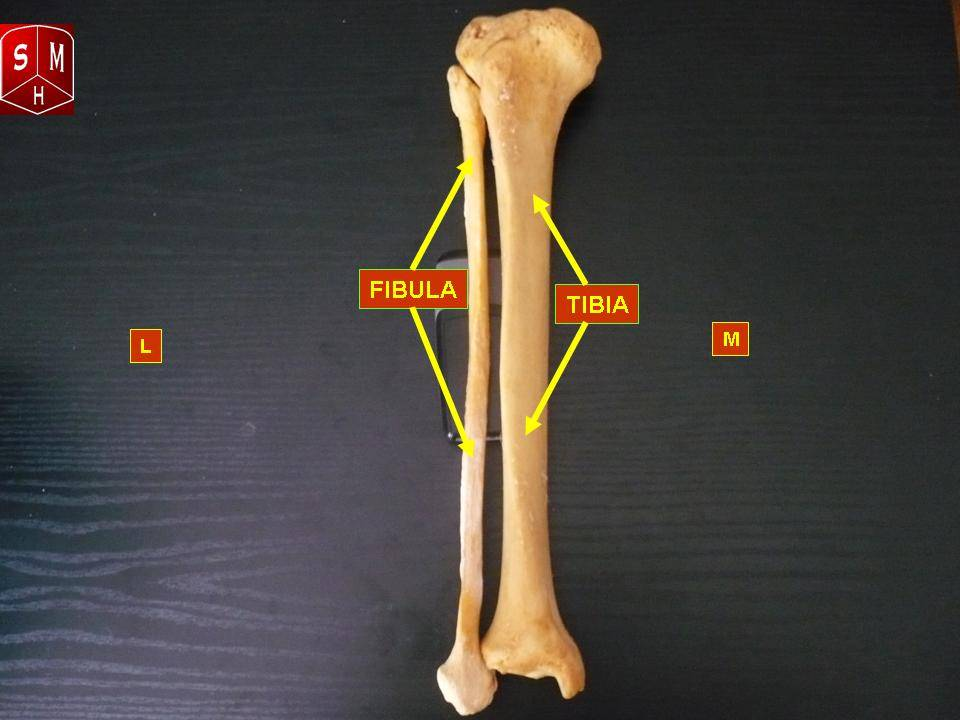
الظنبوب (قصبة الساق) (Tibia).
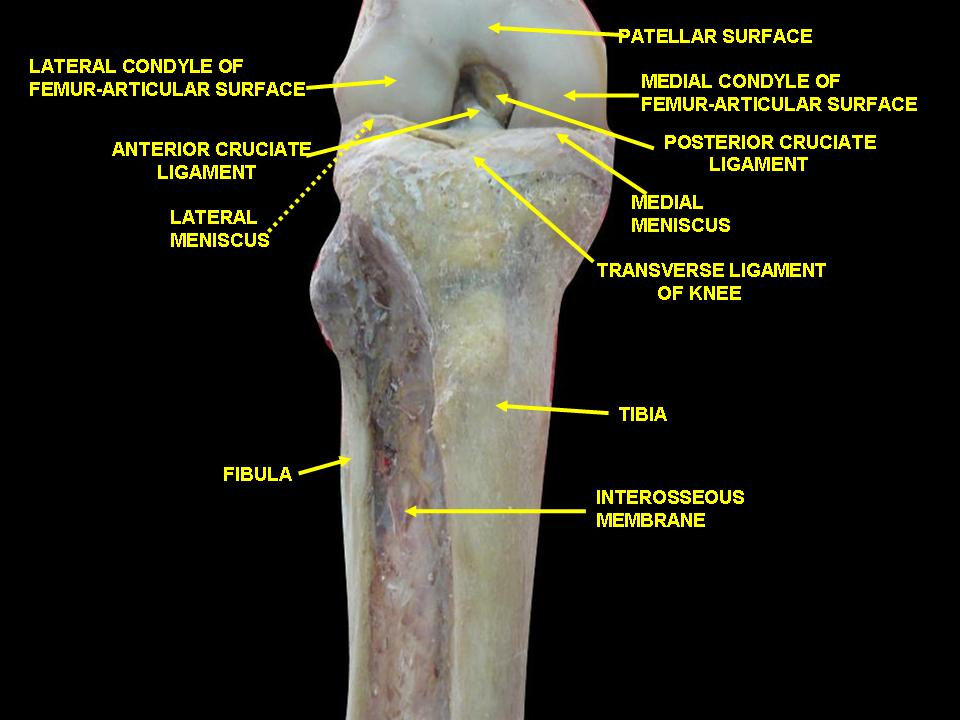
الظنبوب (قصبة الساق) (Tibia). الهلالتان (بالإنجليزية: menisci) ظاهرتان بالصورة.